# 안티 퇴르매넨 (아이스하키 선수)
안티 일라리 퇴르매넨(핀란드어: Antti Ilari Törmänen, 1970년 9월 19일~)은 핀란드의 아이스하키 선수, 지도자로 현역 시절 포지션은 레프트윙이다. 내셔널 하키 리그(NHL)의 오타와 세너터스 소속으로 뛰었으며 국제 대회에 핀란드 국가대표팀 소속으로 1998년 동계 올림픽에서 동메달을 획득했다.
은퇴 후에는 지도자가 되었으며 에스포 블루스 유소년 감독과 요케리트 헬싱키 코치를 거쳐 바산 스포르트, SC 베른, HIFK 하키, EHC 비엘의 감독을 역임했다. 2023년 비엘의 감독 역임 도중 쓸개암 치료를 위해 퇴임했다.